# Lahore
Lahore je plemeno holuba domácího velkého vzrůstu, s charakteristickou kresbou peří a opeřenýma nohama. Je to statný, mohutný holub s dopředu vyklenutou hrudí a delšími křídly a ocasem, z lýtek mu vyrůstají dlouhá supí pera a běháky jsou porostlé krátkými a plnými rousky. Jeho zbarvení je mezi holubími plemeny jedinečné: horní část těla včetně křídel je barevná, dolní část těla včetně ocasu bílá, s barevným rozhraním probíhajícím po stranách krku. Díky důrazu na barvu byl v minulosti řazen také mezi barevné holuby. V seznamu plemen EE je zařazen mezi užitkové holuby, patronát drží Německo a plemeno je zapsáno pod číslem 0037.

## Historie
Lahore patří mezi stará asijská plemena holubů, název získal podle pákistánského města Láhaur. Do Evropy byl dovezen na konci 19. století.

## Charakteristika
Lahore je holub velkého tělesného rámce. Je to právě jeho velikost, a šlechtění zaměřené nejen na zbarvení, ale i na tělesné tvary, co jej odlišuje od barevných holubů a přiřazuje k holubům užitkovým, neboli holubům tvaru. Má velkou, širokou a dokonale zaoblenou hlavu se strmým čelem. Zobák je silný a středně dlouhý, růžové barvy, oči jsou velké a vždy tmavé, vikvové. Obočnice jsou jen jemné a úzké, červeně zbarvené. Krk je silný, není moc dlouhý a široce nasedá na trup s širokou a plnou hrudí. Křídla jsou široká, poměrně dlouhá a složená na ocase, ten je delší a tvořený širokými rýdovacími pery. Nohy jsou porostlé rouskem, který je doplněný výraznými supími pery.
Opeření je dlouhé a uvolněné. Kresba je pro plemeno lahore charakteristická a jedinečná. Líce, hrdlo, přední část krku, břicho, dolní část hřbetu, rousky a supí pera a ocas jsou bílé, horní část hlavy, šije, horní část hřbetu a křídla včetně letek jsou barevné. Mezi barevnou horní částí hlavy a očima je 3-5 mm široký bílý pruh, oči se nacházejí v bílém peří. Vyžaduje se pravidelnost a ostrost přechodu mezi barevným a bílým opeřením, před výstavou se proto peří upravuje nůžkami.
Plemeno se chová v množství barevných rázů: holubi mohou být plnobarevní černí, modří kapratí, pruhoví a bezpruzí, šedohnědí či šedohnědě kapratí, pruhoví a šedohnědě plaví bezpruzí; plnobarevní červení a žlutí, červenoprsí a žlutoprsí, v černé a červené řadě se vyskytují i bělouši a to i v barvách ředěných. Zvláštností je barva plnobarevná mléčná, nesprávně nazývaná též stříbrná.
Lahore je vhodný pro volný i voliérový chov. Je to klidné plemeno, které dobře odchovává mláďata, kvůli své velikosti však potřebuje dostatečně velký holubník a budníky.

## Fotogalerie

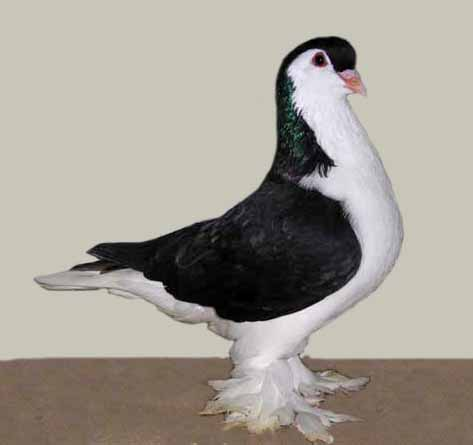
Lahore černý
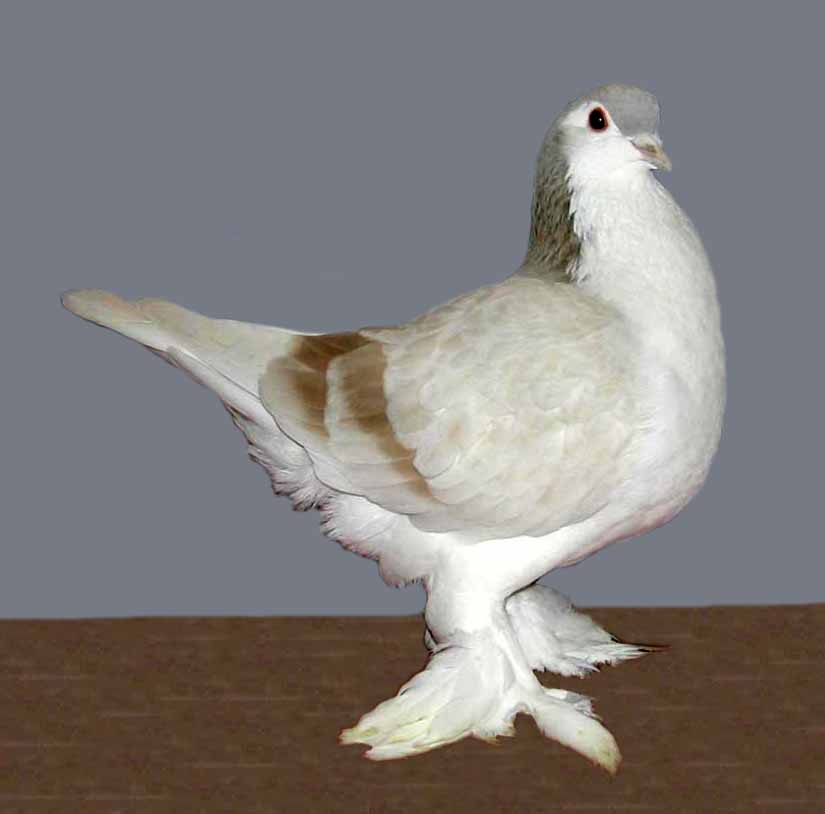
Lahore žlutopruhý
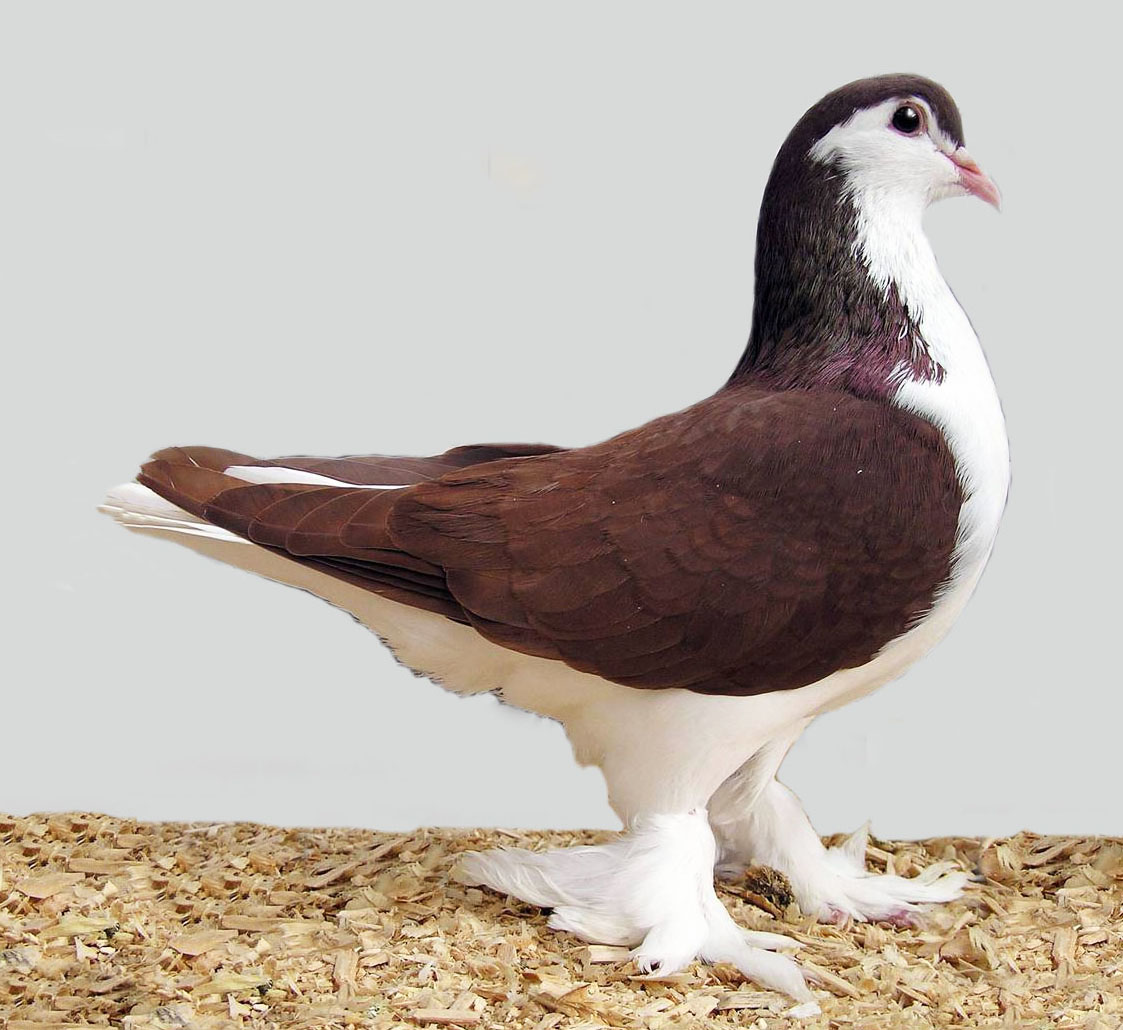
Lahore plnobarevný červený
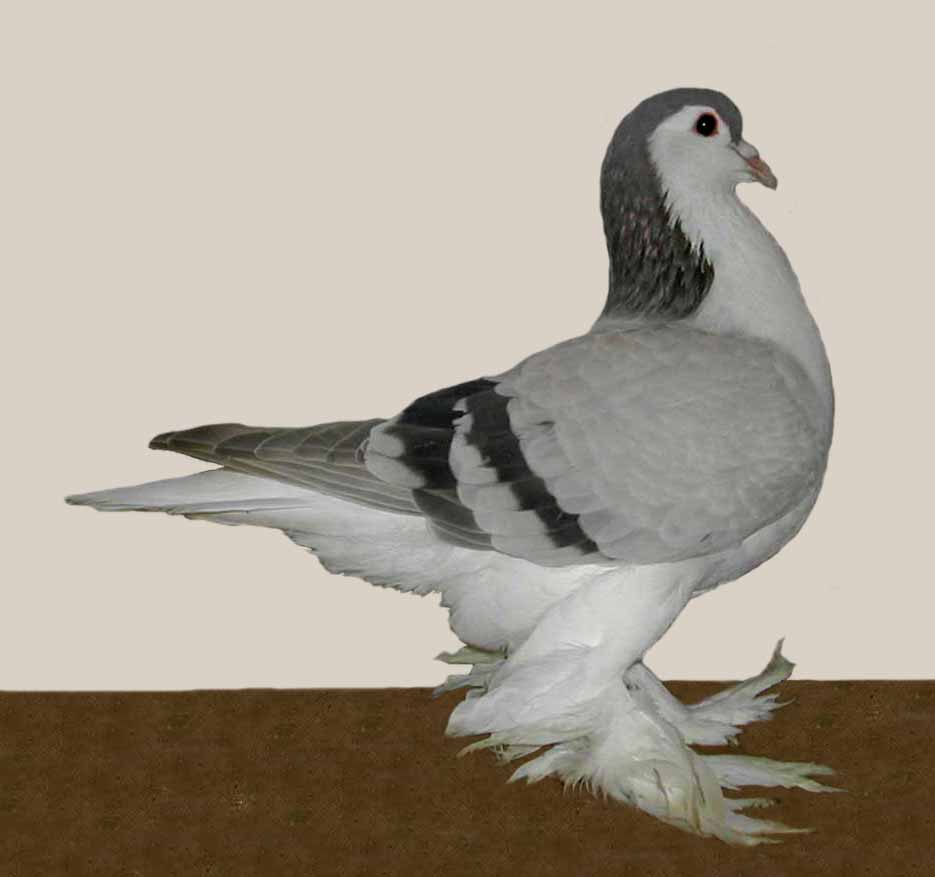
Lahore mléčný pruhový
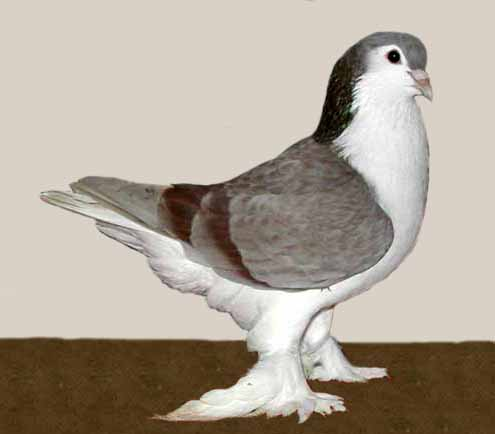
Lahore červenopruhý